# Melvin B. Comisarow
Melvin B. Comisarow (* 30. Mai 1941 in Viking (Alberta)) ist ein kanadischer Chemiker und Miterfinder der FT-ICR-Massenspektrometrie (FT-ICR-MS).

## Leben und Wirken
Melvin B. Comisarow wurde in Viking (Alberta) geboren und studierte bis 1965 Chemie an der University of Alberta. Er promovierte dann 1968 an der Case Western Reserve University. Im Jahr 1974 entwickelte Comisarow zusammen mit Alan G. Marshall an der University of British Columbia ein Fourier-Transform-Massenspektrometer (FT-ICR-MS). Inspiriert waren sie dabei von den Methoden der Fourier-Transformations-Kernspinresonanzspektroskopie (FT-NMR) und der Ionenzyklotronresonanz (ICR). Marshall wechselte 1980 an die Ohio State University und 1993 an die Florida State University. Comisarow blieb dagegen an der University of British Columbia und ist dort Professor. Er beschäftigt sich weiter mit FT-ICR-MS.
Comisarow ist verheiratet und hat einen Sohn.

## Ehrungen
- Nicolet Academic Science Award (1985)
- Barringer Award der Spectroscopy Society of Canada (1989)
- Award in Chemical Analysis and Instrumentation der Royal Society of Chemistry (1993)
- Fellowship der Royal Society of Canada (1995)
- Frank H. Field and Joe L. Franklin Award for Outstanding Achievement in Mass Spectrometry der American Chemical Society (1995)
- Fisher Award in Analytical Chemistry der Canadian Society for Chemistry (1996)
- University of Alberta Chemistry Alumni Award for Outstanding Achievement (2010)